# Vatan
Vatan (тур. Ватан — «Родина») — турецкая ежедневная газета. Основана 2 сентября 2002 года в Стамбуле холдингом Doğan Yayın Holding, входящим в Doğan Holding. Слоган — «Ülkenin en iyi gazetesi» (с тур. — «Лучшая газета страны»).
В 2011 газету Vatan вместе с газетой Milliyet за $74 млн у Doğan Holding приобрела корпорация DK, добавив её в актив своего медиахолдинга Demirören Holding.